# Jean-Luc Ettori
Pour les articles homonymes, voir Ettori.
Jean-Luc Ettori, né le 29 juillet 1955 à Marseille, est un footballeur international français évoluant au poste de gardien de but entre 1975 et 1994. 
Ettori a évolué toute sa carrière à l'AS Monaco, club dont il est le joueur le plus capé avec 755 matchs disputés en 19 ans. Après sa carrière de joueur, il devient entraîneur de son club formateur de 1994 à 1995 puis entraîneur des gardiens. Ettori occupe ensuite le rôle de directeur sportif de Monaco entre 2005 et 2008.

## Biographie

### AS Monaco
Jean-Luc Ettori arrive à l'INF Vichy en 1971 pour y être formé par Pierre Pibarot au sein d'une école dont sortiront plus tard de bons gardiens comme Pascal Olmeta ou Guillaume Warmuz. En 1975, il rejoint les rangs de l'AS Monaco qu'il ne quittera plus.
Il débute avec les Monégasques le 21 décembre 1975 à Bordeaux pour une défaite 3 à 1, c'est l'unique match qu'il dispute cette saison-là. De plus, son club termine 18e et est relégué en Division 2. Il ne rejoue qu'au début de la saison 1977-78 quand l'AS Monaco retrouve sa place parmi l'élite du football français après donc une seule année à l'étage inférieur. Mais Jean-Luc s'installe dans les cages monégasques pour se mettre sur le devant la scène et démontrer son potentiel : d'abord il déloge l'international Yves Chauveau, titulaire du poste de gardien de but, pour ensuite être sacré champion de France avec le club princier en fin de saison. Jean-Luc prend part à trente-quatre rencontres de championnat et s'installe définitivement comme le numéro un.
Jean-Luc connaît beaucoup de succès avec Monaco, où il  fait toute sa carrière professionnelle. Il remporte ainsi trois titres de champion, trois coupes de France, et dispute la finale de la Coupe d'Europe des Vainqueurs de Coupe en 1992 (défaite 0-2 face au Werder Brême).  
À l'issue de la saison 1993-1994, ponctuée par une demi-finale de Ligue des Champions perdue contre le Milan AC (0-3), il met un terme à sa très longue et riche carrière professionnelle, avec notamment 602 matches  en Championnat de France. Il s'agit alors du record absolu d'apparitions en Division 1, record qui ne sera battu que le 4 décembre 2013 par un autre gardien, Mickaël Landreau avec 618 matches.

### En sélection

#### Équipe de France
Les portes de l'équipe de France lui sont ouvertes le 27 février 1980 pour un match amical face à la Grèce où il entre en jeu pour disputer la deuxième mi-temps pour une victoire 5-1. Il est ensuite parfois appelé par le sélectionneur national Michel Hidalgo comme doublure de Dominique Dropsy.
Mais alors que Dominique Dropsy perd peu à peu sa place de titulaire au début des qualifications de la Coupe du Monde au profit de Jean Castaneda, Dominique Baratelli voire Pierrick Hiard sans qu'aucune hiérarchie précise se dessine, Jean-Luc fête sa deuxième sélection contre la Bulgarie en match préparatoire à la Coupe du monde pour un match nul (0-0), alors qu'il n'a joué aucun des matchs de qualification. Il se retrouve même bombardé à la surprise générale (et selon Ettori, à la faveur de sa préparation "tonitruante" lors du stage en altitude à Font-Romeu) comme le titulaire pour la Coupe du monde en Espagne qui débute pour la France le 16 juin 1982, soit un mois plus tard. Jean-Luc Ettori tient sa place sans vraiment convaincre durant la compétition. Il fait une entrée en matière catastrophique contre l'Angleterre (1-3) pour son premier match officiel en Bleu, puis aligne les performances en demi-teinte contre la Tchécoslovaquie et l'Irlande du Nord. Il réalise son meilleur match lors de la légendaire demi-finale de Séville contre la RFA (3-3, t.a.b.), mais ne peut éviter l'élimination malgré quelques parades décisives et un tir au but arrêté. Les critiques nées à la Coupe du monde virent à la tempête après une nouvelle prestation calamiteuse face à la Pologne (0-4, amical), lors du premier match des Bleus après la brillante campagne espagnole. La carrière internationale de Jean-Luc Ettori s'arrête là, après seulement 9 sélections.

#### Équipe de Corse
Le 30 août 1992, il honore sa première sélection avec la Corse. La Squadra Corsa tient alors la Juventus en échec 0-0. Il entre en jeu à la mi-temps à la place de Pascal Olmeta.

### Post carrière
Sans transition, Jean-Luc prend ensuite en main l'entraînement des gardiens de Monaco après avoir brièvement été l'entraîneur de l'équipe au cours de la saison 1994/95, poste qu'il occupait jusqu'au départ de Didier Deschamps de l'AS Monaco en 2005. Il est alors nommé directeur sportif du club par le président Michel Pastor.
En mai 2008, et après la piètre saison de Monaco, (12e en Ligue 1), il est démis de ses fonctions. En juillet 2008, le club de Monaco a officiellement annoncé le départ de son directeur sportif, les deux parties « sont parvenues à un accord afin de régler les modalités du départ du club de Monsieur Ettori ».
En novembre 2009, un partenariat entre l'AS Monaco et le CA Propriano est signé à la demande et en l'honneur de Jean-Luc Ettori.
Le 15 juin 2011, il entre dans le staff de Neuchâtel Xamax pour être entraîneur des gardiens. Après seulement deux journées de championnat et deux défaites, il est remercié avec l'ensemble du staff le 25 juillet 2011.
Fort de l'arrivée d'investisseurs corses, il devient conseiller du nouveau président du Tours FC, Jean-Marc Ettori (aucun lien de parenté), le 21 juin 2013. Il quitte le club en 2015.

## Statistiques
| Saison                | Club                  | Championnat           | Championnat | Championnat | Coupe(s) nationale(s) | Coupe(s) nationale(s) | Compétition(s) continentale(s) | Compétition(s) continentale(s) | Compétition(s) continentale(s) | France | France | Total | Total |
| Saison                | Club                  | Division              | M.          | B.          | M.                    | B.                    | Comp.                          | M.                             | B.                             | M.     | B.     | M.    | B.    |
| 1975-1976             | AS Monaco FC          | D1                    | 1           | 0           | -                     | -                     | -                              | -                              | -                              | -      | -      | 1     | 0     |
| 1976-1977             | AS Monaco FC          | D2                    | -           | -           | -                     | -                     | -                              | -                              | -                              | -      | -      | 0     | 0     |
| 1977-1978             | AS Monaco FC          | D1                    | 34          | 0           | 8                     | 0                     | -                              | -                              | -                              | -      | -      | 42    | 0     |
| 1978-1979             | AS Monaco FC          | D1                    | 36          | 0           | 5                     | 0                     | C1                             | 4                              | 0                              | -      | -      | 45    | 0     |
| 1979-1980             | AS Monaco FC          | D1                    | 37          | 0           | 10                    | 0                     | C3                             | 4                              | 0                              | 1      | 0      | 52    | 0     |
| 1980-1981             | AS Monaco FC          | D1                    | 38          | 0           | 5                     | 0                     | C2                             | 2                              | 0                              | -      | -      | 45    | 0     |
| 1981-1982             | AS Monaco FC          | D1                    | 37          | 0           | 4                     | 0                     | C3                             | 2                              | 0                              | 7      | 0      | 50    | 0     |
| 1982-1983             | AS Monaco FC          | D1                    | 36          | 0           | 4                     | 0                     | C1                             | 2                              | 0                              | 1      | 0      | 43    | 0     |
| 1983-1984             | AS Monaco FC          | D1                    | 38          | 0           | 10                    | 0                     | -                              | -                              | -                              | -      | -      | 48    | 0     |
| 1984-1985             | AS Monaco FC          | D1                    | 17          | 0           | 10                    | 0                     | -                              | -                              | -                              | -      | -      | 27    | 0     |
| 1985-1986             | AS Monaco FC          | D1                    | 38          | 0           | 2                     | 0                     | C2                             | 2                              | 0                              | -      | -      | 42    | 0     |
| 1986-1987             | AS Monaco FC          | D1                    | 33          | 0           | 4                     | 0                     | -                              | -                              | -                              | -      | -      | 37    | 0     |
| 1987-1988             | AS Monaco FC          | D1                    | 37          | 0           | 3                     | 0                     | -                              | -                              | -                              | -      | -      | 40    | 0     |
| 1988-1989             | AS Monaco FC          | D1                    | 37          | 0           | 10                    | 0                     | C1                             | 6                              | 0                              | -      | -      | 53    | 0     |
| 1989-1990             | AS Monaco FC          | D1                    | 38          | 0           | 1                     | 0                     | C2                             | 8                              | 0                              | -      | -      | 47    | 0     |
| 1990-1991             | AS Monaco FC          | D1                    | 38          | 0           | 6                     | 0                     | C3                             | 6                              | 0                              | -      | -      | 50    | 0     |
| 1991-1992             | AS Monaco FC          | D1                    | 34          | 0           | 5                     | 0                     | C2                             | 9                              | 0                              | -      | -      | 48    | 0     |
| 1992-1993             | AS Monaco FC          | D1                    | 37          | 0           | 3                     | 0                     | C2                             | 4                              | 0                              | -      | -      | 44    | 0     |
| 1993-1994             | AS Monaco FC          | D1                    | 36          | 0           | 3                     | 0                     | C1                             | 11                             | 0                              | -      | -      | 50    | 0     |
| Total sur la carrière | Total sur la carrière | Total sur la carrière | 602         | 0           | 93                    | 0                     | -                              | 60                             | 0                              | 9      | 0      | 764   | 0     |

## Palmarès

### Avec l'AS Monaco
- Champion de France en 1978, 1982 et 1988
- Vainqueur de la Coupe de France en 1980, 1985 et 1991
- Vainqueur du Trophée des champions en 1985
- Vainqueur de la Coupe des Alpes en 1979 et 1983
- Finaliste de la Coupe d'Europe des Vainqueurs de Coupe en 1992
- Vice-champion de France 1984, 1991 et 1992
- Finaliste de la Coupe de France en 1984 et 1989
- Finaliste de la Coupe des Alpes en 1985

### Distinctions individuelles et records
- Élu Étoile d'or par France Football en 1990
- Reçoit un Oscar d'Honneur UNFP en 1996
- Reçoit le Prix Orange France Football en 1993
- Recordman du nombre de matches de Division 1 disputés  (602), du 21 mai 1994 au 4 décembre 2013. Mickaël Landreau bat ce record lors de la 16e journée de Ligue 1 sous le maillot du SC Bastia et le portera à 618.
- Premier joueur français à atteindre la barre des 60 matches de Coupes d'Europe le 27 avril 1994 contre le Milan AC lors de la 1/2 finale perdue de Ligue des Champions (3-0)
- En 2022, le magazine So Foot le classe dans le top 1000 des meilleurs joueurs du championnat de France, à la 10e place[6].